# 田邉定明
田邉 定明（たなべ さだあき、1928年7月27日 - 2018年9月）は、日本の元陸上競技選手。熊本県玉名市出身。中央大学卒業。

## 経歴
陸上競技部の無い中学校の出身だったが、全学年が参加する2000m競走の体力測定が毎年あり、一番速かった。1946年に第五高等学校で戦後初の県大会が行われ、予選は一着で通過し、決勝では1位の選手と同タイムながら2位だった。
1947年に中央大学予科に入学。トラックでの成績は振るわなかったが箱根駅伝の6区を試走した際に6区の経験者だった野谷守也を大幅に上回るタイムで走り、第24回箱根駅伝の6区に出場。氷点下8度の中、1時間20分38秒の記録で区間賞を獲得し、22年ぶりの総合優勝に貢献した。
第25回箱根駅伝では往路の悪い流れに呑まれて区間最下位に終わったが、第26回箱根駅伝では6区で区間新記録を樹立しリベンジを果たす。中央大学は10区間の内8区間で区間賞を獲得し、2年ぶりに総合優勝を達成した。
第27回箱根駅伝では昨年の自身の記録を上回る区間新記録を樹立し、2年連続の総合優勝に貢献。10区間の内9区間で区間賞を獲得する圧勝だった（1大会での9区間区間賞は2025年現在でも歴代最多である）。
第28回箱根駅伝では6区で3年連続の区間賞を獲得しながらも最終10区までもつれた争いの末、総合優勝は逃したが、第29回箱根駅伝では2年ぶりに区間新記録を樹立し、中央大学も2年ぶりに総合優勝を果たした。箱根駅伝において同一区間で5度区間賞を獲得したのは田邉のみである。
大学卒業後は森永製菓に就職し、1954年の朝日国際マラソンで6位(日本選手2位)、翌年のボストンマラソンで8位の結果を残した。

## 人物
- 学生時代は、帰宅時によく新宿の闇市に寄って白米を食べていた。
- 1946年12月のマラソン大会で優勝した際には金栗四三から熊本師範学校に入るように勧められたが、戦時中に勉強をしておらず、勉強が嫌だったため断った。

## 戦績・記録
- 1948年 第24回箱根駅伝 6区 区間賞 1時間20分38秒
- 1949年 第25回箱根駅伝 6区 区間11位 1時間44分11秒
- 1950年 第26回箱根駅伝 6区 区間賞 1時間18分00秒
- 1951年 第27回箱根駅伝 6区 区間賞 1時間16分36秒
- 1952年 第28回箱根駅伝 6区 区間賞 1時間17分23秒
- 1953年 第29回箱根駅伝 6区 区間賞 1時間15分05秒